# Episodi di Californication (quarta stagione)
La quarta stagione di Californication è stata trasmessa dal canale statunitense Showtime dal 9 gennaio al 27 marzo 2011.
In Italia è stata trasmessa dal 12 aprile al 5 giugno 2012 su Italia 1 e in DVD è uscita il 24 aprile 2012.
| nº | Titolo originale        | Titolo italiano            | Prima TV USA     | Prima TV Italia |
| -- | ----------------------- | -------------------------- | ---------------- | --------------- |
| 1  | Exile on Main St        | Messo al bando             | 9 gennaio 2011   | 12 aprile 2012  |
| 2  | Suicide Solution        | Soluzione suicida          | 16 gennaio 2011  | 12 aprile 2012  |
| 3  | Home Sweet Home         | Casa dolce casa            | 23 gennaio 2011  | 18 aprile 2012  |
| 4  | Monkey Business         | Roba da scimmie            | 30 gennaio 2011  | 18 aprile 2012  |
| 5  | Freeze-Frame            | Fermo immagine             | 6 febbraio 2011  | 8 maggio 2012   |
| 6  | Lawyers, Guns and Money | Avvocati, pistole e soldi  | 13 febbraio 2011 | 8 maggio 2012   |
| 7  | The Recused             | Il nuovo avvocato          | 20 febbraio 2011 | 15 maggio 2012  |
| 8  | Lights. Camera. Asshole | Ciak, si gira              | 27 febbraio 2011 | 15 maggio 2012  |
| 9  | Another Perfect Day     | Un'altra giornata perfetta | 6 marzo 2011     | 22 maggio 2012  |
| 10 | The Trial               | Il processo                | 13 marzo 2011    | 22 maggio 2012  |
| 11 | The Last Supper         | L'ultima cena              | 20 marzo 2011    | 5 giugno 2012   |
| 12 | ...And Justice For All  | ...E giustizia per tutti   | 27 marzo 2011    | 5 giugno 2012   |

## Messo al bando
- Titolo originale: Exile on Main St.
- Diretto da: David Von Ancken
- Scritto da: Tom Kapinos

### Trama
Hank, appena uscito di prigione, cerca di parlare con Karen, che però non lo rivuole a casa. Diventato nel frattempo lo scrittore di cui tutti parlano e riavuta la paternità del suo ultimo libro, viene portato da Charlie ad un incontro per il film che ne verrà tratto, dove incontra Sasha Bingham (Addison Timlin), l'attrice che interpreterà Mia, che pretende che la sceneggiatura sia riscritta da Hank. Insieme a Charlie va ad un incontro con Abby Rhodes (Carla Gugino), il suo avvocato, che dovrà cercare di scagionarlo dall’accusa di aggressione. Charlie lo accompagna poi in albergo da Sasha, che ha diverse idee sulla sceneggiatura. I due finiscono poi a letto e rievocano la scena in cui Mia colpisce con un pugno Hank durante l’amplesso. Accompagnato da Charlie in tribunale, Hank apprende che, caduta l’accusa di aggressione, il procuratore intende però perseguirlo per corruzione di minore e viene perciò nuovamente arrestato.
- Ascolti USA: telespettatori 848.000 – share 1%[1]

## Soluzione suicida
- Titolo originale: Suicide Solution
- Diretto da: David Duchovny
- Scritto da: Tom Kapinos

### Trama
Hank si stabilisce temporaneamente a casa di Charlie e Marcy, ma la convivenza è piuttosto difficile. Karen, su insistenza proprio di Marcy, che vede Hank andare sempre più alla deriva, convince Karen a permettere al padre di vedere Becca. Per cercare di riconquistare la figlia, molto fredda e distante, Hank la porta in un negozio di strumenti musicali e le compra una chitarra, ma, nonostante il commesso (Zakk Wylde) tenti diverse volte, la carta di credito di Hank viene rifiutata. Hank insieme a Charlie incontra Eddie Nero (Rob Lowe), un noto attore di Hollywood che potrebbe interpretarlo nel film che verrà tratto dal suo ultimo libro e di cui lui dovrebbe scrivere la sceneggiatura. Sasha Bingham (Addison Timlin) invita nuovamente Hank nella sua stanza d’hotel, ma i due vengono interrotti da Eddie e la ragazza chiede ad Hank di nascondersi in bagno mentre lei scende al bar con Eddie. Hank in bagno trova parecchi flaconi di pillole e, tornato a casa di Charlie, finisce per assumerne parecchie insieme ad una forte dose di alcol. Inizia così a scrivere una lettera a Becca, ma poi crolla svenuto sul pavimento.
- Ascolti USA: telespettatori 554.000 – share 1%[2]

## Casa dolce casa
- Titolo originale: Home Sweet Home
- Diretto da: Adam Bernstein
- Scritto da: Tom Kapinos

### Trama
Hank, risvegliatosi in ospedale, ritrova una Karen affettuosa e gentile, convinta che abbia tentato il suicidio e per questo spaventata dall’idea di poterlo perdere definitivamente, tanto da permettergli di tornare a casa. Nel frattempo Stu Beggs (Stephen Tobolowsky), il produttore del film tratto dal romanzo di Hank, corteggia Marcy con il permesso di Charlie ed in cambio gli presenta una sua collaboratrice, Heather (Camille Chen), con cui Charlie finisce a letto. Becca ha un rocambolesco incontro con quattro ragazze che le fa guadagnare la possibilità di entrare nella loro band, ma viene derubata della chitarra. Hank confessa a Becca e Karen che il presunto suicidio è stato in realtà soltanto un errore dovuto ai suoi eccessi. Karen si infuria e lui se ne va da casa, rifugiandosi in una stanza d’albergo in cui inizia finalmente a scrivere la sceneggiatura del film.
- Ascolti USA: telespettatori 432.000 – share 1%[3]

## Roba da scimmie
- Titolo originale: Monkey Business
- Diretto da: Bart Freundlich
- Scritto da: Gabe Roth e Matt Patterson

### Trama
Hank ha ultimato la sceneggiatura e viene trascinato da Charlie ad un incontro organizzato da Stu Beggs (Stephen Tobolowsky), il produttore del film, con Zig Semetauer (Fisher Stevens), un eccentrico milionario potenzialmente interessato a finanziare il film. Durante la serata, mentre il milionario, entusiasta della sceneggiatura, si apparta, i presenti bevono alcol e fumano erba e Charlie finisce a letto con una delle amanti di Zig, ma, aggredito dalla scimmietta del padrone di casa, nel tentativo di difendersi, finisce per ucciderla. Hank e Charlie vanno così al piano di sopra a cercare Zig per comunicargli la brutta notizia, ma lo trovano morto appeso alla porta del bagno a seguito di un tentativo di asfissia autoerotica finito in tragedia. In un momento di lucidità, Hank chiama Abby (Carla Gugino) perché lo aiuti ad uscire indenne dalla situazione. Mentre Becca e la band provano a casa Rankle, Marcy passa la serata insieme a Karen e, convinta dall’amica a fare un test di gravidanza, scopre di essere incinta. Durante la serata, Ben (Michael Ealy), il padre di Pearl (Zoë Kravitz), la cantante del gruppo, si presenta a casa Rankle e fa la conoscenza di Karen. Hank, cha ha accompagnato a casa Charlie, li vede insieme e, affranto, esce di scena.
- Ascolti USA: telespettatori 645.000 – share 1%[4]

## Fermo immagine
- Titolo originale: Freeze-Frame
- Diretto da: Beth McCarthy-Miller
- Scritto da: Tom Kapinos e Matt Patterson

### Trama
Hank, rassicurato da Abby (Carla Gugino) sul probabile esito positivo del procedimento penale per corruzione di minore a suo carico, invita a cena il suo attraente avvocato che, sebbene opponga una certa resistenza, finisce per accettare. Durante la serata, Abby consiglia ad Hank di stare alla larga da Sasha (Addison Timlin) e Mia, ma ovviamente Hank fa esattamente l'opposto e finisce per essere chiamato d’urgenza proprio da Sasha per salvare Mia, in preda ad una crisi di sconforto. Durante la serata, un ragazzo presente alla festa nella camera d’albergo di Sasha finisce per scattare una fotografia che potrebbe rivelarsi compromettente per Hank. Marcy e Charlie scoprono che la vasectomia a cui lui si era sottoposto tempo prima potrebbe non essere stata eseguita perfettamente, facendo nascere in Marcy il dubbio che il padre del bambino possa essere proprio Charlie.
- Ascolti USA: telespettatori 418.000 – share 0%[5]

## Avvocati, pistole e soldi
- Titolo originale: Lawyers, Guns and Money
- Diretto da: John Dahl
- Scritto da: Vanessa Reisen

### Trama
Dopo aver visto la fotografia di Hank con Mia e Sasha (Addison Timlin), il procuratore distrettuale nega ad Hank il patteggiamento ed Abby (Carla Gugino) gli comunica che non intende più essere il suo avvocato. Anche Sasha abbandona Hank, comunicandogli che non intende più interpretare il film. Hank e Charlie si incontrano con Eddie Nero (Rob Lowe), che insiste per conoscere meglio Hank, visto che dovrebbe interpretarlo nel film. Hank non ne vuole sapere, ma una telefonata di Becca finita nei guai insieme alla sua band, le Queens of Dogtown, ed il successivo intervento di Hank finiscono per essere la scintilla che convince Eddie ad accettare la parte. Karen si reca nell'ufficio di Abby e cerca di convincerla a riprendere la difesa di Hank. Abby va così da Hank in albergo ed i due finiscono a letto insieme.
- Ascolti USA: telespettatori 520.000 – share 1%[6]

## Il nuovo avvocato
- Titolo originale: The Recused
- Diretto da: Michael Weaver
- Scritto da: Tom Kapinos

### Trama
Dopo aver passato la notte con Hank, Abby (Carla Gugino) decide che è il caso di lasciare la sua difesa nelle mani di qualcun altro. Nel tentativo di passare il caso al suo capo, Lloyd Alan Philips Jr. (Alan Dale), Abby si vede costretta ad una partita di golf con Hank ed il suo capo, che ne è un grande appassionato. Il pomeriggio termina con Lloyd che, esasperato da Hank, finisce per aggredirlo e con Hank che chiede che Abby torni a rappresentarlo in giudizio. Nel frattempo Marcy e Stu (Stephen Tobolowsky) coinvolgono Charlie in un incontro con i responsabili di una rete televisiva a cui vogliono proporre la realizzazione di una serie su Marcy ed il suo lavoro di estetista delle dive e alla fine sarà proprio Charlie a trarre d’impaccio sia la moglie che il produttore. Hank rimane male quando scopre che Karen e Ben (Michael Ealy) stanno trascorrendo del tempo insieme e si mostra inizialmente piuttosto ostile nei confronti dell’artista.
- Ascolti USA: telespettatori 550.000 – share 1%[7]

## Ciak, si gira
- Titolo originale: Lights. Camera. Asshole
- Diretto da: Adam Bernstein
- Scritto da: Tom Kapinos

### Trama
Charlie trova ad Hank un lavoro per riscrivere i dialoghi del seguito di un film di zombie che vede Sasha (Addison Timlin) come protagonista. La ragazza è ancora interessata ad Hank, che però è costretto ad abbandonarla sul più bello ammanettandola nella sua roulotte e lasciando il set dopo che Pearl (Zoë Kravitz) lo informa che Becca ha saltato la scuola ed è ubriaca. Karen accompagna Marcy in clinica per interrompere la gravidanza, ma Marcy, combattuta sulla decisione da prendere, finisce per non abortire e successivamente parla della gravidanza a Stu (Stephen Tobolowsky), che si convince così di stare per diventare padre. Hank passa la nottata nella propria stanza d'albergo in compagnia di una donna (Callie Thorne) di New York, conosciuta poche ore prima in un bar. Il mattino seguente, Hank riceve in camera la visita inaspettata di Sasha e scopre che la donna con la quale ha trascorso la notte è la madre della giovane attrice. Sasha si vendicherà su Hank in modo originale.
- Ascolti USA: telespettatori 513.000 – share 0%[8]

## Un'altra giornata perfetta
- Titolo originale: Another Perfect Day
- Diretto da: Michael Lehmann
- Scritto da: Tom Kapinos e Gabe Roth

### Trama
Non potendo pagare l’astronomico conto dell’albergo, Hank viene ospitato da Karen e Becca a casa loro. Becca vuole imparare a guidare e così tutta la famiglia esce in auto con Becca alla guida della Porsche del padre. Karen ha in programma una cena con Ben (Michael Ealy) e chiede ad Hank di restare a casa con Becca e Pearl (Zoë Kravitz). Durante la serata, Hank finisce con l'addormentarsi sul divano e le due ragazze ne approfittano per prendergli le chiavi della Porsche e farsi un giro in città, nel corso del quale hanno un incidente stradale senza gravi conseguenze per loro, ma che distrugge l’automobile di Hank. Nel frattempo, Charlie continua ad andare a letto con Peggy (Melissa Stephens) e la coppia viene invitata a cena da Marcy e Stu (Stephen Tobolowsky). Durante la serata, Marcy comunica a Charlie che è incinta, lasciando intendere che il padre sia Stu.
- Ascolti USA: telespettatori 469.000 – share 1%[9]

## Il processo
- Titolo originale: The Trial
- Diretto da: Seith Mann
- Scritto da: Tom Kapinos

### Trama
Nel primo giorno del processo che lo vede imputato per corruzione di minore, Hank è molto nervoso, specialmente dopo aver incontrato Bill (Damian Young), il padre di Mia, fuori dal tribunale. Abby (Carla Gugino) cerca di calmarlo, ma l'accusa ha molti assi nella manica e le testimonianze di Charlie e di Karen non migliorano le cose. Quando l'accusa chiama a deporre Bill, la testimonianza del padre di Mia fa sorgere il sospetto che Hank e la ragazza si conoscessero da prima della sera in cui poi si incontrarono in libreria ed ebbero il rapporto sessuale incriminato. La successiva testimonianza di Mia, che assicura che quella sera Hank non aveva idea che lei fosse la figlia di Bill e nemmeno che fosse minorenne, non riesce a fugare completamente ogni dubbio. All’uscita dal tribunale, sia Abby che Karen sono furiose con Hank, entrambe convinte che abbia mentito.
- Ascolti USA: telespettatori 633.000 – share 1%[10]

## L'ultima cena
- Titolo originale: The Last Supper
- Diretto da: John Dahl
- Scritto da: Tom Kapinos

### Trama
Hank viene riconosciuto colpevole di corruzione di minore. All’uscita dal tribunale, Abby (Carla Gugino) lo porta ad ubriacarsi e poi i due finiscono a letto insieme. Il mattino seguente, Hank va a casa di Charlie che gli consegna il compenso per la revisione dei dialoghi del film di zombie, con il quale Hank compra una Porsche usata uguale a quella distrutta da Becca. Trascorso un po’ di tempo con la prostituta Trixie (Judy Greer), sua vecchia amica, Hank si mette in auto e pensa di scappare dalla città, ma riceve una telefonata da Marcy che lo convince ad andare a casa di Karen e Becca. Si tratta in realtà di una festa a sorpresa, durante la quale Charlie, Marcy, Karen, Becca e lo stesso Hank rievocano i bei tempi andati. Rimasti soli, Karen chiede ad Hank di fare l’amore per un’ultima volta.
- Ascolti USA: telespettatori 369.000 – share 0%[11]

## ...E giustizia per tutti
- Titolo originale: ...And Justice For All
- Diretto da: Adam Bernstein
- Scritto da: Tom Kapinos

### Trama
La corte condanna Hank a tre anni di libertà vigilata, ad una multa ed ai lavori socialmente utili. Hank festeggia così insieme ad Abby (Carla Gugino), con la quale va poi a casa di Stu (Stephen Tobolowsky) alla cena per l’inizio delle riprese del film tratto dal suo ultimo romanzo. Alla serata, a cui partecipano anche Karen e Ben (Michael Ealy), Eddie Nero (Rob Lowe), l’attore che lo impersona nel film, fa un sacco di domande sia a lui che a Karen ed è così che Hank apprende che Ben e Karen stanno per partire per un viaggio in camper con le rispettive figlie e, sebbene inizialmente si mostri indifferente, finisce poi per ubriacarsi, essere abbandonato da Abby e rischiare di annegare in piscina prima di essere salvato da Ben. Nel frattempo, durante la serata, Charlie apprende di essere il padre del bambino che Marcy sta aspettando. Il giorno seguente, sul set del film che riproduce perfettamente la casa dove ha vissuto con la sua famiglia, Hank incontra l’attrice che impersona Karen e i due finiscono a letto, ma per Hank è un continuo rimescolamento tra finzione e realtà e continua a vedere Karen e Becca in ogni angolo della casa. A fine giornata, Hank parte in auto verso il tramonto.
- Ascolti USA: telespettatori 547.000 – share 1%[12]